# Nuvolato
Nuvolato è una frazione del comune di Quistello. Di un toponimo simile all'attuale si hanno notizie dall'anno 804 come castello e corte di Nuvolato, entità scomparsa nel 1474. Al 1082 risale la costituzione dell'attuale parrocchia. La sua popolazione ha subito una radicale contrazione nel secolo scorso, fase storica caratterizzata dal passaggio da una economia prevalentemente agricola ad una industriale.

## Monumenti e luoghi di interesse
Di valore storico e artistico è la chiesa di San Fiorentino Martire, edificio romanico di epoca matildica (XI secolo) con all'interno spezzoni di affreschi del XV secolo e XVI secolo. Il campanile è del 1668. La chiesa subì danni rilevanti a causa del terremoto del maggio 2012. Dichiarata inagibile, dopo rilevanti restauri, fu riaperta al culto nel marzo 2016. Il paese è caratterizzato anche dalla presenza di murales dipinti dallo scultore e pittore Giuseppe Gorni, per le cui opere è stato creato un museo diffuso sui tre piani delle ex scuole elementari.